# Xian de Ningdu
Le xian de Ningdu (宁都县 ; pinyin : Níngdū Xiàn) est un district administratif de la province du Jiangxi en Chine. Il est placé sous la juridiction de la ville-préfecture de Ganzhou.

## Démographie
La population du district était de 693 574 habitants en 1999.